# Chapelle Sainte-Anne de Flobecq-Bois
La chapelle Sainte-Anne est un petit édifice religieux catholique sis à Flobecq-Bois (commune de Flobecq), dans le Hainaut en Belgique. Érigée en 1642 là où se trouvait un ancien ermitage du IXe siècle, la chapelle fut remaniée au XVIIIe siècle et restaurée après la Seconde Guerre mondiale.

## Patrimoine
La chapelle abrite un retable gothique de valeur en pierre blanche d’Avesnes, sculpté et polychrome qui date du XVIe siècle.

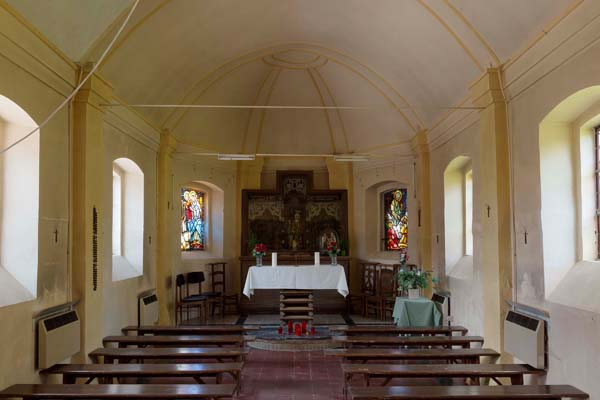
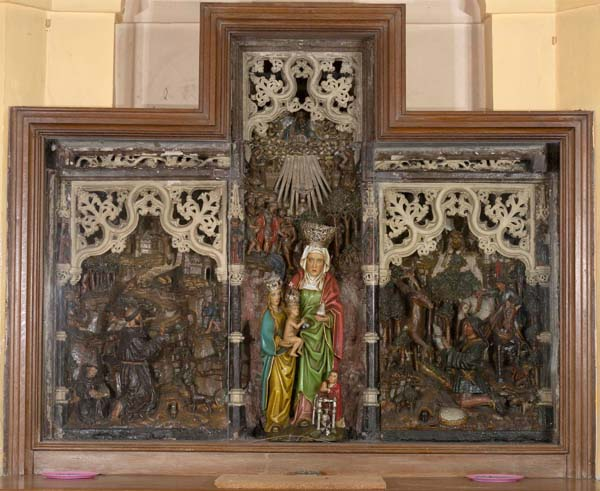
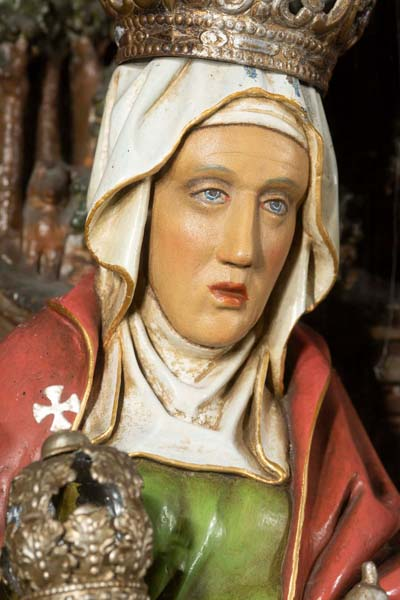
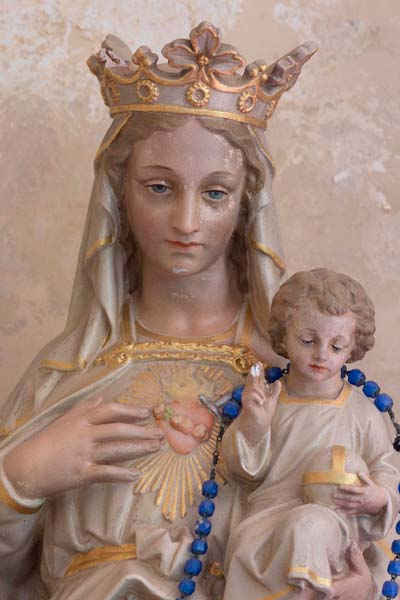